# مرغ‌بهشتیان
مرغ‌بهشتیان (نام علمی: Paradisaea) نام یک سرده از تیره مرغ بهشت است.

## گونه‌ها
- مرغ بهشت کوچک, Paradisaea minor
- مرغ بهشت بزرگ, Paradisaea apoda
- پرنده بهشتی راجیانا, Paradisaea raggiana
- مرغ بهشت گولدی, Paradisaea decora
- مرغ بهشت قرمز, Paradisaea rubra
- مرغ بهشت امپراتور, Paradisaea guilielmi
- مرغ بهشت آبی, Paradisaea rudolphi